# Дрезденська премія
Дрезденська премія - міжнародна премія миру,яка присуджується щорічно приблизно 13 лютого, у річницю руйнування Дрездена.

## Опис
Особливі досягнення проти конфліктів, насильства та ескалації винагороджуються. Премія була заснована асоціацією «Друзі Дрездена,Німеччина», заснованою у Дрездені у 2009 році . Це частина фонду US Friends of Dresden Inc.у Нью-Йорку, заснованому Гюнтером Блобелем. Приз надано Фондом Клауса Чира. Фонд премії складає 10 000 євро . Переможці отримають бронзову фігуру заввишки близько 30 см, створену Констанці Файнт Ейснер, та фігуру «Ернст» із дрезденського фонтану Моцарта у Бюргервізі моделюється. Військові пошкодження, завдані оригінальній фігурі, яка зараз виставлена у Дрезденському лапідарії, також можна побачити у нагородній скульптурі.
За словами організатора, нагорода також має протидіяти захопленню Дрезденського Дня пам'яті правими екстремістами. Перша церемонія нагородження у 2010 році була відкладена на один день з міркувань безпеки на запит Міністерства внутрішніх справ Саксонії та відбулася на церемонії у Земперопері. 

## Лауреати
- 2010 рік - Михайло Горбачов, колишній президент Радянського Союзу. За його досягнення «у сфері запобігання конфліктам і насильству» і особливо його відданість ядерному роззброєнню. Своєю ініціативою щодо одностороннього демонтажу ракет середньої дальності Горбачов оголосив про припинення гонки ядерних озброєнь і зробив «один із найвагоміших внесків у запобігання насильству за останні десятиліття»
- 2011 рік - Даніель Баренбойм, диригент і піаніст. Для заснування Оркестру Західно-Східного Дівану.
- 2012 рік - Джеймс Нахтвей,військовий фотограф. За його «картини, які ви ніколи не забудете. І він робить це як мораліст, як людина, яка не тільки сподівається, але вірить, що його картини можуть змінити мислення»
- 2013 рік - Станіслав Петров , колишній офіцер Радянської армії. «У ніч з 25 на 26 вересня 1983 року Станіслав Петров попередив третю світову війну і політиків, які могли або ймовірно вирішили б інакше. Інженер на службі в Радянській Армії, який зіткнувся з відповідальністю, яка не може бути більшою, — відповідальністю за виживання людства . Він віддав йому належне , тому що приймав рішення не як технік, не як офіцер, а як людина».
- 2014 рік - Еммануель Джал, суданський музикант і колишній дитина-солдат. За його музичну та політичну прихильність проти військового жорстокого поводження з дітьми в Африці.
- 2015 рік - Едуард, герцог Кентський, член британської королівської родини. За внесок у примирення між Великою Британією та Німеччиною.
- 2016 рік - Даніель Еллсберг,  американський економіст , борець за мир і інформатор про незаконні дії Міністерства оборони США та Білого дому. Як "батько викривачів" вік надихає інших своєю мужністю.
- 2017 рік - Доменіко Лукано , мер Ріаче, Італія. Для прийому та інтеграції 550 біженців у селі Ріаче з населенням 1800 осіб.
- 2018 рік - Томмі Сміт, олімпійський золотий медаліст і борець за громадянські права. «Жест спортсменів Томмі Сміта і Джона Карлоса на подіумі на Олімпійських іграх 1968 року в Мексиці був одним із найпотужніших публічних виступів проти расової дискримінації за минуле століття. Тихий протест, який став частиною історії громадянської мужності. Зразком для політично активного спортсмена став тодішній олімпійський чемпіон Томмі Сміт. Через 50 років расизм все ще існує. На жаль, тема мало втратила свою актуальність. І цей жест залишився таким, яким він був тоді: мужнім і сильним».
- 2019 рік - Phan Thị Kim Phúc , жертва війни у В'єтнамі. «Мирну активістку відзначають за її роботу по примиренню. Вона послідовно відкидає ненависть, є послом доброї волі ЮНЕСКО та заснувала фонд для дітей, постраждалих від війни».
- 2020 рік - Музун Алмеллехан, сирійська освітня активістка і посол доброї волі ЮНІСЕФ. Її «вважають одним із найсильніших і найвпливовіших голосів у боротьбі за освіту для дітей у кризових регіонах. Вона почала свою відданість у віці 14 років у йорданському таборі для біженців, куди вона втекла з Сирії разом зі своєю родиною. Для багатьох біженців можливість отримати освіту не була найважливішою з огляду на безнадійність у таборі. Але Музун ходив від намету до намету й переконував батьків і дітей у важливості школи».
- 2021 рік - Крістіна Марін Кампос, лікар. «Представляючи медичний персонал у всьому світі, який виконав і продовжує виконувати видатну роботу під час коронакризи , іспанський лікар […] отримує Дрезденську премію. […] Щоб полегшити самотність хворих на COVID, ізольованих у відділеннях інтенсивної терапії , Крістіна Марін Кампос закликала населення Іспанії писати хворим. У перший день надійшло 35 тисяч листів».
- 2022 рік - Роджер Кокс , адвокат, який представляв інтереси позивачів проти Royal Dutch Shell.
- 2023 рік - Даніель Лібескінд, архітектор. «Коли здається, що все закінчилося, війна, геноцид, теракт, залишається пам’ять. […] І те, як це запам’ятовується, також може визначити, чи все це повториться. Нам потрібні місця пам’яті та попередження. І вони мають бути схожі на ті, які створив Даніель Лібескінд: їх неможливо пропустити».
- 2024 рік - Олексій Навальний (посмертно). За внесок у "боротьбі за мир".